# Paradise, Pennsylvania
Paradise är en ort i Lancaster County i delstaten Pennsylvania, USA.